# Saint-Médard, Moselle
Saint-Médard är en kommun i departementet Moselle i regionen Grand Est (tidigare regionen Lorraine) i nordöstra Frankrike. Kommunen ligger i kantonen Dieuze som tillhör arrondissementet Château-Salins. År 2022 hade Saint-Médard 106 invånare.

## Befolkningsutveckling
Antalet invånare i kommunen Saint-Médard
| Referens: INSEE |